# San Nicolás de Colquencha
San Nicolás de Colquencha ist eine Ortschaft im Departamento La Paz im südamerikanischen Andenstaat Bolivien.

## Lage im Nahraum
San Nicolás liegt in der Provinz Aroma und ist der größte Ort im Cantón Hichuraya Chico im Municipio Collana. Der Ort liegt auf einer Höhe von 3947 m am Río Cacalinca, der acht Kilometer westlich in der Serrania Jiscasacachi entspringt, die Teil eines nord-südlich ausgerichteten Gebirgsriegels ist, der bis auf 4500 m ansteigt. Drei Kilometer bachabwärts versickert der Río Cacalinca in der Niederung der Chaca Pampa, wo das Wasser über Brunnen für die Landwirtschaft genutzt wird. Östlich von San Nicolás erstreckt sich die weite Ebene des bolivianischen Hochlandes bis zur Serranía de Sicasica.

## Geographie
San Nicolás liegt auf dem bolivianischen Altiplano zwischen den Anden-Gebirgsketten der Cordillera Occidental im Westen und der Cordillera Central im Osten. Das Klima der Region ist ein typisches Tageszeitenklima, bei dem die mittlere Schwankung der Temperaturen im Tagesverlauf deutlicher ausfällt als im Jahresverlauf.
Die mittlere Durchschnittstemperatur der Region liegt bei knapp 9 °C (siehe Klimadiagramm Viacha), die Monatswerte schwanken nur unwesentlich zwischen 6 °C im Juli und 10 °C im November. Der Jahresniederschlag beträgt rund 600 mm, die Monatsniederschläge liegen zwischen unter 10 mm in den Monaten Juni und Juli und über 100 mm im Januar und Februar.

## Verkehrsnetz
San Nicolás liegt 67 Straßenkilometer entfernt von La Paz, der Hauptstadt des Departamentos.
Von La Paz aus führt die asphaltierte Nationalstraße Ruta 2 in westlicher Richtung nach El Alto, von dort die Ruta 1 33 Kilometer nach Süden bis zur Ortschaft San Antonio de Senkata. Von San Antonio aus gelangt man über eine unbefestigte Straße nach achtzehn Kilometern in südwestlicher Richtung nach Collana und von dort in das drei Kilometer nordwestlich gelegene San Nicolás.

## Bevölkerung
Die Einwohnerzahl der Ortschaft ist in dem Jahrzehnt zwischen den beiden letzten Volkszählungen auf das Vierfache angestiegen:
| Jahr | Einwohner         | Quelle       |
| ---- | ----------------- | ------------ |
| 1992 | keine Detaildaten | Volkszählung |
| 2001 | 157               | Volkszählung |
| 2012 | 647               | Volkszählung |
| 2024 |                   | Volkszählung |

Die Region weist einen hohen Anteil an Aymara-Bevölkerung auf, im Municipio Collana sprechen 86,5 Prozent der Bevölkerung Aymara.